# Emepa Alerce
El Alerce es un coche motor de fabricación argentina, con cadena de tracción diésel hidráulica, producido por el Grupo Emepa en Chascomús, Provincia de Buenos Aires. Actualmente solo se fabrica para trocha métrica, aunque se encuentra en desarrollo la variante de trocha ancha. El gálibo de la unidad permite variar la trocha sin mayores inconvenientes. Están diseñados para ser fácilmente convertidos a Transmisión Eléctrica (EMU), aun así hasta la actualidad solo se han fabricado del modelo diésel hidráulico. El Alerce debe su nombre a un tipo de árbol conífero originario de la Patagonia de Argentina y Chile.

## Visión general
El primer prototipo del Alerce empezó a circular en la Línea Belgrano Norte en sus primeras corridas de prueba en el año 2012 de Boulogne Sur Mer a Retiro y el Gobierno Nacional entonces decidió adquirir 20 duplas de Emepa para uso en la línea. Cada tren tiene una capacidad para 240 pasajeros y presenta puertas inteligentes, sistema de aire acondicionado, cámaras de seguridad, Wi-Fi y acceso a discapacitados.
Cada formación está compuesta por dos compartimentos de pasajeros (Módulos A y B), con cabina de mando en sus extremos, y un módulo central (Módulo M) que contiene el motor de tracción montado sobre un bogie articulado, compartido con los dos módulos de pasajeros,  cada uno con un pasillo de acceso entre los dos transportes. El tren posee un 90% de integración nacional, con el restante 10% importado, como por ejemplo los frenos alemanes y puertas inteligentes austriacas. Los trenes son también diseñados para ser fácilmente convertidos a las Unidades Eléctricas Múltiples para ser utilizadas en líneas electrificadas.
En junio de 2015 se anunció que Emepa produciría una variante de trocha ancha del Alerce para uso en un servicio local en el General Roca.
En octubre de 2020, Martín Marinucci (el titular de SOFSE) visitó la fábrica de Emepa, en vista de la compra de un nuevo lote coches motores para servicios regionales en el interior del país.

## Uso

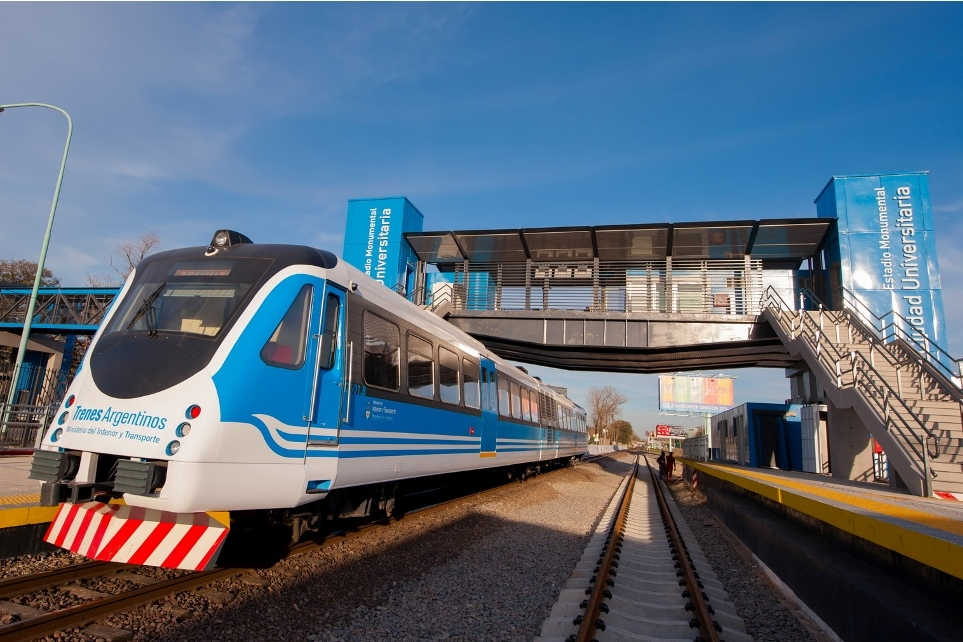
Un Alerce en la estación Ciudad Universitaria del barrio de Belgrano (agosto de 2015).

La variante de trocha angosta del Alerce se usó en un principio para servicios diferenciales en la línea Belgrano Norte, que corrían entre las estaciones Retiro Belgrano y Del Viso, con paradas en las estaciones Ciudad Universitaria, Boulogne Sur Mer y Los Polvorines. El servicio también iba a tener una parada en Aeroparque Jorge Newbery, pero esta estación fue cancelada por el Ministerio del Interior y Transporte,  aduciendo que la estación podía causar un aumento en las preocupaciones de seguridad en el aeropuerto, motivo por el cual se decidió solo construir la estación Ciudad Universitaria.
Luego, una partida de Alerces se usó para el servicio del Tren de las Sierras, en la Provincia de Córdoba, uniendo la Estación Alta Córdoba, en la capital provincial, con Cosquín, servicio luego extendido a la Estación Valle Hermoso, con miras de extenderlo hasta Estación Capilla del Monte. Un servicio adicional, el Tren metropolitano de Córdoba, que une la Estación Córdoba Mitre con La Calera, también es cubierta por estos coches, en reemplazo de unidades de segunda mano Alstom
Otro servicio regional cubierto por Alerces es el Servicio Regional de Salta, que une la capital de la Provincia homónimma con las estaciones Güemes y Campo Quijano.
En 2020, las formaciones que prestaban el servicio diferencial de la Línea Belgrano Norte fueron trasladadas a la Línea Belgrano Sur para realizar pruebas en el ramal González Catán - Marcos Paz - Villars, con una futura extensión a Navarro. Este servicio alterna el uso de formaciones Alerce con triplas CRRC de origen chino.
La variante de trocha ancha del Alerce sería utilizada en el Ferrocarril General Roca entre Constitución y Dolores en un servicio rural que parará en todas las estaciones entre las dos terminales.

## Galería

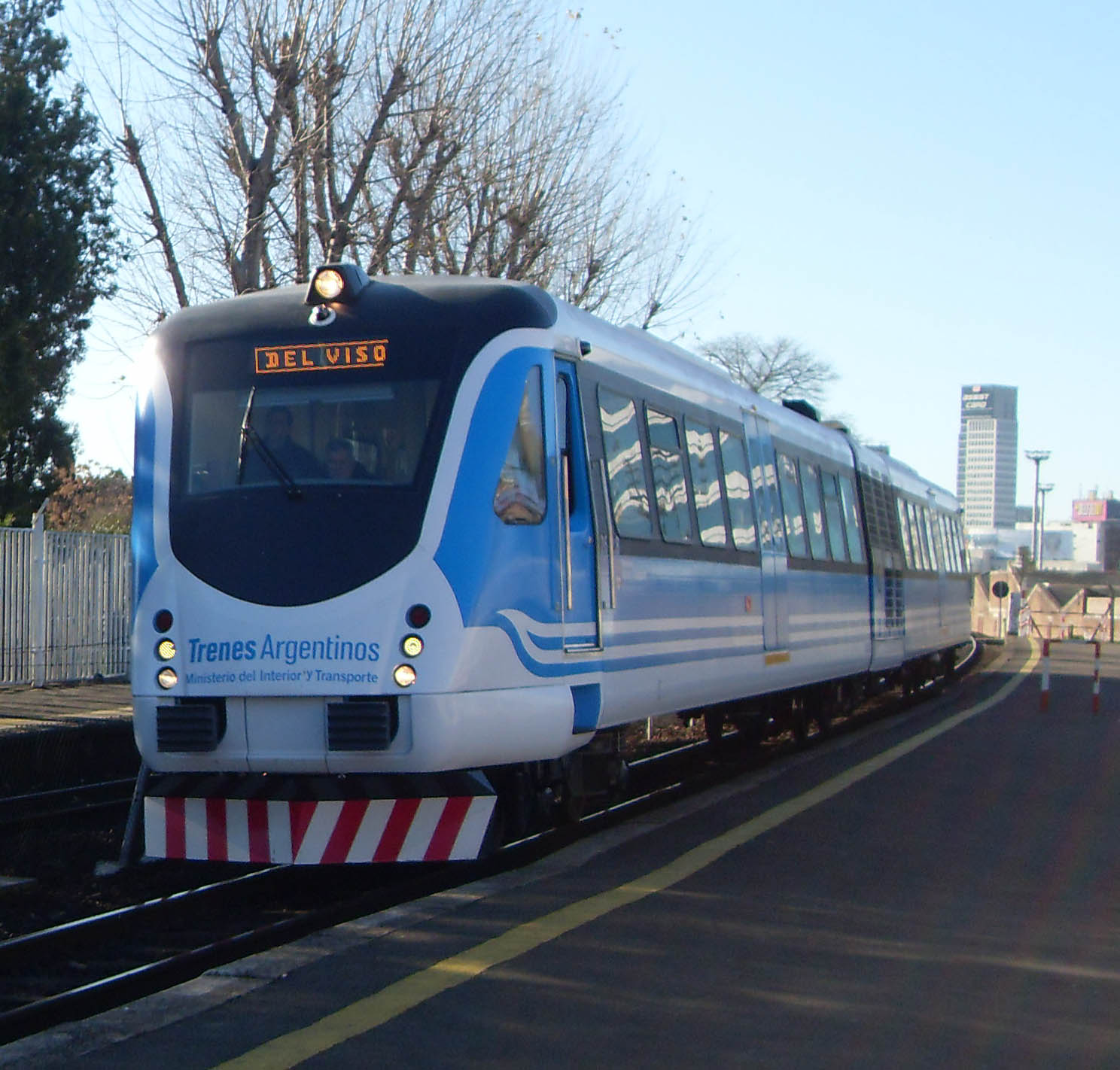
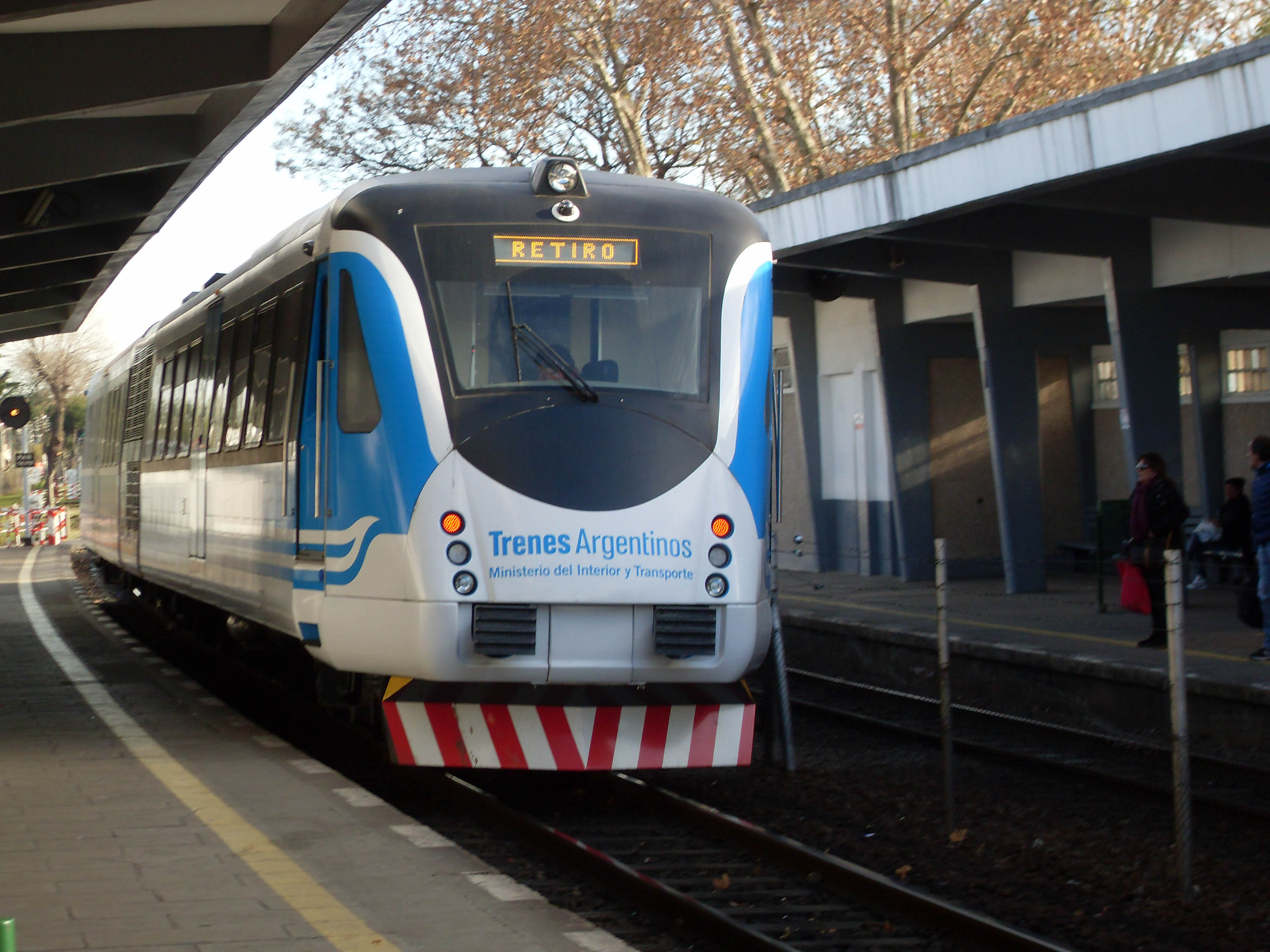
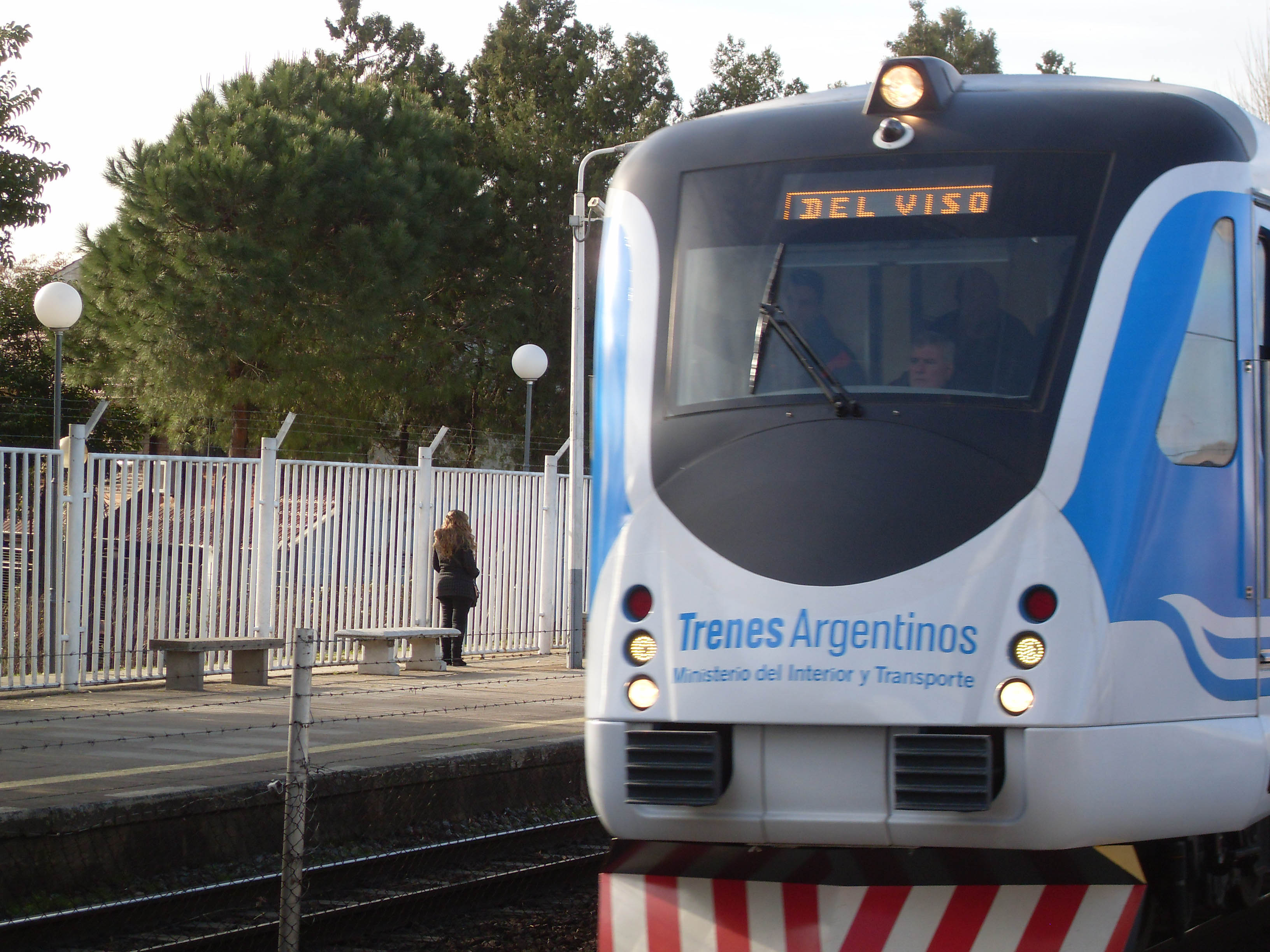